# Luca Seta
Luca Seta, pseudonimo di Luca Barbareschi (Borgosesia, 9 giugno 1977), è un attore italiano.

## Biografia
Luca Seta nasce a Borgosesia. Dopo aver conseguito la maturità classica e aver frequentato l'università, nel 2000 inizia a studiare recitazione a Milano nella scuola di recitazione Teatri possibili diretta da Corrado d'Elia. Negli anni milanesi partecipa a diversi spot televisivi e debutta nel mondo del professionismo come attore nel musical Rosa Salmone Spa diretto da Vito Molinari. Nel 2005 si trasferisce a Roma ed è subito protagonista nel film E guardo il mondo da un oblò di Stefano Calvagna. Nel 2006 interpreta il ruolo di Giulio Marra in Capri e nello stesso anno viene scelto come protagonista (Davide La Torre) della sitcom di Rai 2 7 vite girata a Napoli. Nel 2009 interpreta Guido Scarelli nella fiction Il bene e il male (Rai 1) a Torino.
Nel 2010 torna a Napoli per interpretare fino al 2015 il ruolo di Simone Torino nella soap più longeva e famosa d'Italia Un posto al sole in onda a tutt'oggi su Rai 3. Nel 2016 è al fianco di Terence Hill in Don Matteo (Rai 1). Nello stesso anno è protagonista in Infernet film per il cinema presentato al Festival di Venezia Mostra internazionale d'arte cinematografica. Nel 2017 è diretto dal regista Michele Soavi in Rocco Schiavone al fianco di Marco Giallini. Nel 2013 esce il suo primo album da cantautore, In viaggio con Kerouac e nel 2018 esce il suo secondo album Ricomincio da qui. Nel 2021 pubblica con Nua Edizioni il suo primo romanzo, il thriller soprannaturale "Il principe dei sogni", scritto insieme al regista Marco Limberti.

## Filmografia

### Cinema
- E guardo il mondo da un oblò, regia di Stefano Calvagna (2007)
- L'amore fa male, regia di Mirca Viola (2011)
- Infernet, regia di Giuseppe Ferlito (2016)
- Nove lune e mezza, regia di Michela Andreozzi (2017)
- Yara, regia di Marco Tullio Giordana (2021)
- Love & Gelato regia di Brandon Camp (2022)

### Televisione
- Casa Vianello – serie TV, 2 episodi (2004)
- Capri – serie TV (2006)
- 7 vite, regia di Franco Bertini, Marco Limberti e Monica Massa – serie TV, 50 episodi (2007-2009)
- Il bene e il male, regia di Giorgio Serafini – miniserie TV (2009)
- Un posto al sole – soap opera (2011)
- Lobby Girls – web-serie (2014)
- Sguinzagliate – web-serie (2014)
- Don Matteo – serie TV, episodio 9x09 (2014)
- Funkazzisti – serie TV (2015)
- Rocco Schiavone – serie TV, episodio 1x01 (2016)
- Bella da morire – serie TV, episodi 1x02-1x06-1x07 (2020)
- Doc - Nelle tue mani – serie TV, episodio 2x04 (2022)
- Lea - Un nuovo giorno, regia di Isabella Leoni – serie TV, episodi 1×06-1x07 (2022)
- Noi, regia di Luca Ribuoli – serie TV, episodio 1x05 (2022)
- Unthinkably Good Things, regia di Terri J. Vaughn – film TV (2022)
- Summer Limited Edition – serie TV (2023)
- Un passo dal cielo – serie TV, episodio 7x02 (2023)
- Sempre al tuo fianco – serie TV, episodio 1x04 (2024)